# Pityohyphantes minidoka
Pityohyphantes minidoka là một loài nhện trong họ Linyphiidae.
Loài này thuộc chi Pityohyphantes. Pityohyphantes minidoka được Ralph Vary Chamberlin & Wilton Ivie miêu tả năm 1943.